# Notamacropus
Notamacropus – rodzaj ssaków z podrodziny kangurów (Macropodinae) w obrębie rodziny kangurowatych (Macropodidae).

## Rozmieszczenie geograficzne
Rodzaj obejmuje gatunki występujące w Australii i na Nowej Gwinei.

## Morfologia
Długość ciała samic 44,7–87,9 cm, długość ogona samic 33–85,8 cm, długość ciała samców 48,2–120 cm, długość ogona samców 38–104,5 cm; masa ciała samic 3,2–15,5 kg, samców 4,1–27 kg.

## Systematyka
Rodzaj zdefiniowali w 1985 roku australijscy teriolodzy Lyndall Dawson i Tim Flannery w artykule poświęconym statusowi taksonomicznemu i filogenetycznemu żyjących i kopalnych kangurów oraz walabii z rodzaju Macropus, wraz z opisem nowego podrodzaju dla większych walabii, opublikowanego w czasopiśmie „Australian Journal of Zoology”. Gatunkiem typowym jest (oryginalne oznaczenie) kangur smukły (N. agilis).

### Etymologia
Notamacropus: gr. νοτος notos ‘południe’; rodzaj Macropus Shaw, 1790 (kangur).

### Podział systematyczny
Takson wyodrębniony na podstawie danych genetycznych z Macropus. Do rodzaju należą następujące występujące współcześnie i wymarłe w czasach historycznych gatunki:
| Grafika | Gatunek                  | Autor i rok opisu  | Nazwa zwyczajowa  | Podgatunki         | Rozmieszczenie geograficzne | Podstawowe wymiary                        | Status IUCN |
| ------- | ------------------------ | ------------------ | ----------------- | ------------------ | --- | ----------------------------------------- | ----------- |
|         | Notamacropus irma        | (Jourdan, 1837)    | kangur zachodni   | gatunek monotypowy | endemit Australii: południowo-zachodnia Australia Zachodnia (na północ od Kalbarri do Cape Arid) | DC: około 120 cm DO: 54–97 cm MC: 7–9 kg  | LC          |
|         | Notamacropus greyi       | (Waterhouse, 1846) | kangur rączy      | gatunek monotypowy | endemit Australii: współczesne okazy znaleziono na małym obszarze w narożniku południowo-wschodniej Australii Południowej w pobliżu granicy z Wiktorią; pozostałości z holocenu dokumentują jego występowanie na zachód do Wyspy Kangura i dalej na wschód w Wiktorii i do północno-zachodniej Tasmanii | DC: 81–84 cm DO: 71–73 cm MC: brak danych | EX          |
|         | Notamacropus rufogriseus | (Desmarest, 1817)  | kangur rdzawoszyi | 2 podgatunki       | endemit Australii: północno-wschodni Queensland do dalekiej południowo-wschodniej Australii Południowej, wysp Cieśniny Bassa, Tasmanii i pobliskich wysp (Bruny, Robbins i Walker) | DC: 65–92 cm DO: 62–86 cm MC: 11–27 kg    | LC          |
|         | Notamacropus eugenii     | (Desmarest, 1817)  | kangur mniejszy   | 2 podgatunki       | endemit Australii: południowo-zachodnia Australia Zachodnia (wyspy East i West Wallabi, Garden u wybrzeżu południowego Perth, Middle i północne wyspy Twin Peak) oraz Australia Południowa (Wyspa Kangura)                                                                                              | DC: 52–68 cm DO: 33–45 cm MC: 3,7–10 kg   | LC          |
|         | Notamacropus agilis      | (Gould, 1842)      | kangur smukły     | gatunek monotypowy | Australia (północno-wschodnia Australia Zachodnia do południowo-wschodniego Queensland, wraz z kilkoma wyspami) oraz Indonezja i Papua-Nowa Gwinea (południowo-wschodnia i wschodnia Nowa Gwinea, wraz z Wyspami D’Entrecasteaux)                                                                       | DC: 59–85 cm DO: 59–84 cm MC: 9–27 kg     | LC          |
|         | Notamacropus parryi      | E.T. Bennett, 1834 | kangur nadobny    | gatunek monotypowy | endemit Australii: północno-wschodni Queensland (od Cooktown) do północno-wschodniej Nowej Południowej Walii (Grafton, w głąb lądu do zachodnich Wielkich Gór Wododziałowych); zakres wysokości: poniżej 1400 m n.p.m.                                                                                  | DC: 61–100 cm DO: 73–104 cm MC: 7–26 kg   | LC          |
|         | Notamacropus parma       | (Waterhouse, 1845) | kangur mały       | gatunek monotypowy | endemit Australii: wschodnia Nowa Południowa Walia (nierównomiernie w pasmach przybrzeżnych od Gibraltar Range do północy od Sydney) | DC: 45–53 cm DO: 40–54 cm MC: 3,2–5,9 kg  | NT          |
|         | Notamacropus dorsalis    | (J.E. Gray, 1837)  | kangur pasmowy    | gatunek monotypowy | endemit Australii: północno-wschodni Queensland (od Chillagoe, na zachód do Blackall) na południe do północno-wschodniej Nowej Południowej Walii (Coonabarabran) | DC: 48–82 cm DO: 52–83 cm MC: 5,2–21 kg   | LC          |

Kategorie IUCN:  LC  – gatunek najmniejszej troski,  NT  – gatunek bliski zagrożenia,  EX  – gatunek wymarły.
Opisano również gatunki wymarłe z plejstocenu Australii:
- Notamacropus thor (De Vis, 1895)[11]
- Notamacropus wombeyensis (Broom, 1896)[12]